# Valles (Italia)
Valles (Vals in tedesco) è una delle frazioni del comune italiano di Rio di Pusteria, un piccolo paese della provincia autonoma di Bolzano che si trova nella Valle di Valles.

## Geografia fisica

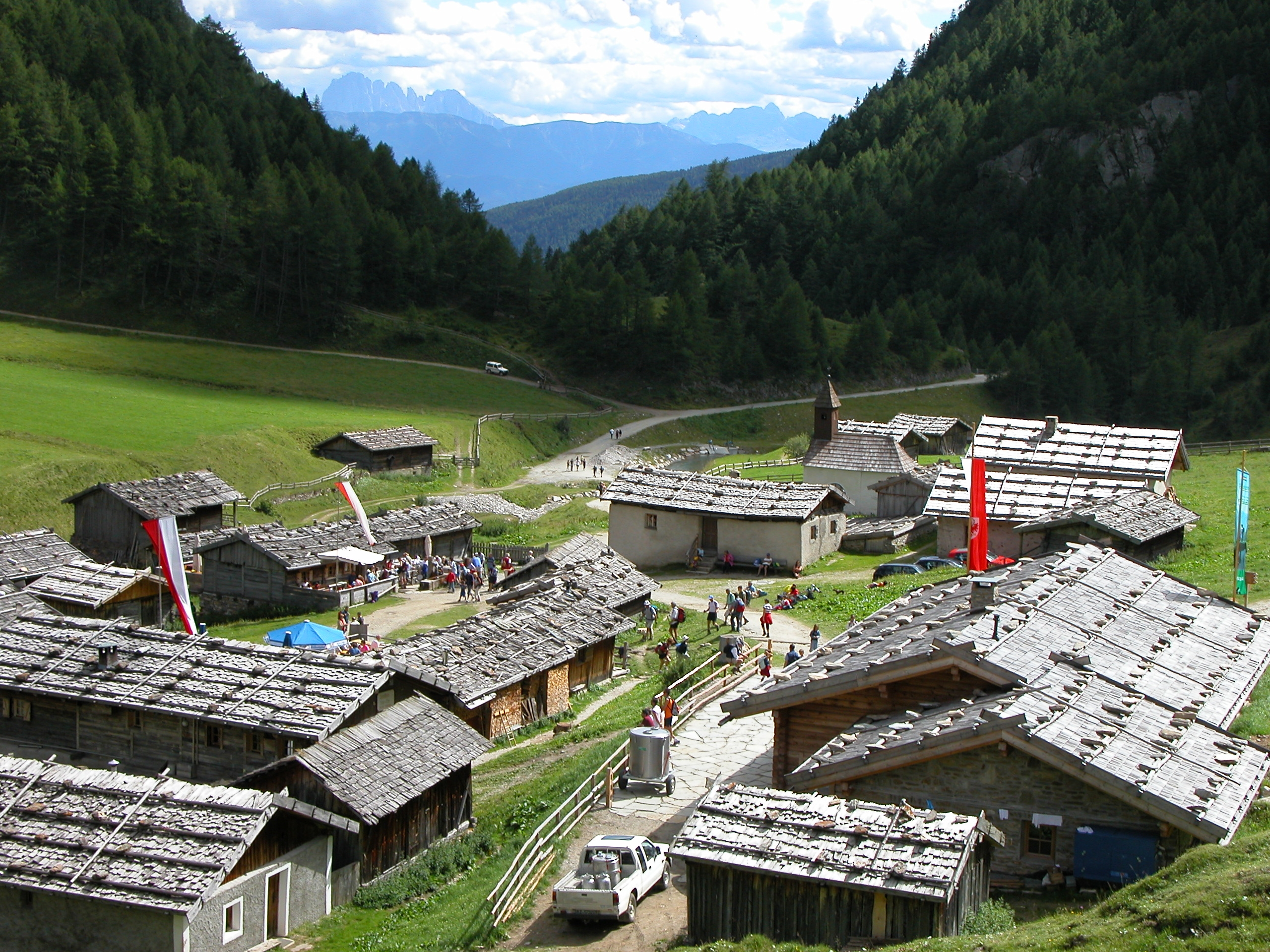
Il complesso abitato delle malghe di Fane.

La frazione, come l'intera Valle di Valles, è a maggioranza linguistica tedesca e si trova a 1.353 metri sul livello del mare, in un versante sempre ben soleggiato, all'inizio della Val Pusteria (Alto Adige orientale); nel centro abitato si trova la chiesa di Sant'Andrea.
A circa 1.800 metri ci sono le medievali "Malghe di Fane" (in tedesco Fane Alm, a 1.730 m), possibile punto di partenza per molte camminate, tra cui il Picco della Croce (in tedesco Wilde Kreuzspitze, 3.132 m), la Cima di Valmala (in tedesco Wurmaulspitze o Engspitz, 3.022 m) e la Cima della Vista (in tedesco Blickenspitze, 2.988 m).
In mezzo a queste due cime passa il sentiero numero 18 che dalla malga Labeseben (a 2.138 m) sale passando per il lago Selvaggio (in tedesco Wilder See, a 2.532 m) e poi raggiunge il giogo Rauhtaljoch (a 2.808 m); da qui è possibile completare il giro discendendo al rifugio Bressanone (in tedesco Brixner Hütte) a 2.307 metri di altitudine.
Dal piccolo villaggio di Fane è anche possibile raggiungere direttamente il rifugio Bressanone in un'ora e mezza.
Nei periodi estivi questa località, cui fa compagnia una pittoresca chiesetta, è raggiungibile anche in automobile attraverso una stretta strada, dove però il traffico viene normalmente bloccato tra le 9.00 e le 17.00, dove l'accesso è quindi sostituito da un bus navetta.

## Toponimo
L'etimologia del nome del paese, si pensa possa derivare al fatto che il paese si trovi in mezzo ad una valle.

## Storia
Valles fu comune autonomo fino al 1929.

## Sport
È sede di numerosi alberghi e pensioni dove poter passare le vacanze sia d'inverno che d'estate, inoltre è molto sviluppato il comprensorio sciistico (lo Jochtal-Gitschberg) ed un grande parco giochi per i più piccoli.